# Fortaleza de Doboj
La fortaleza de Doboj (en bosnio: Dobojska tvrđava) o Gradina está situada en la ciudad de Doboj, Bosnia y Herzegovina. A lo largo de su historia, la fortaleza ha sido quemada y saqueada al menos dieciocho veces según los registros oficiales. Es de destacar que la fortaleza de Doboj se consideraba propiedad real de la Casa de Kotromanić, a diferencia de la fortaleza de Zvečaj del gran duque bosnio Hrvoje Vukčić Hrvatinić o la fortaleza de Blagaj de Sandalj Hranić, que eran centros de sus respectivos ducados.

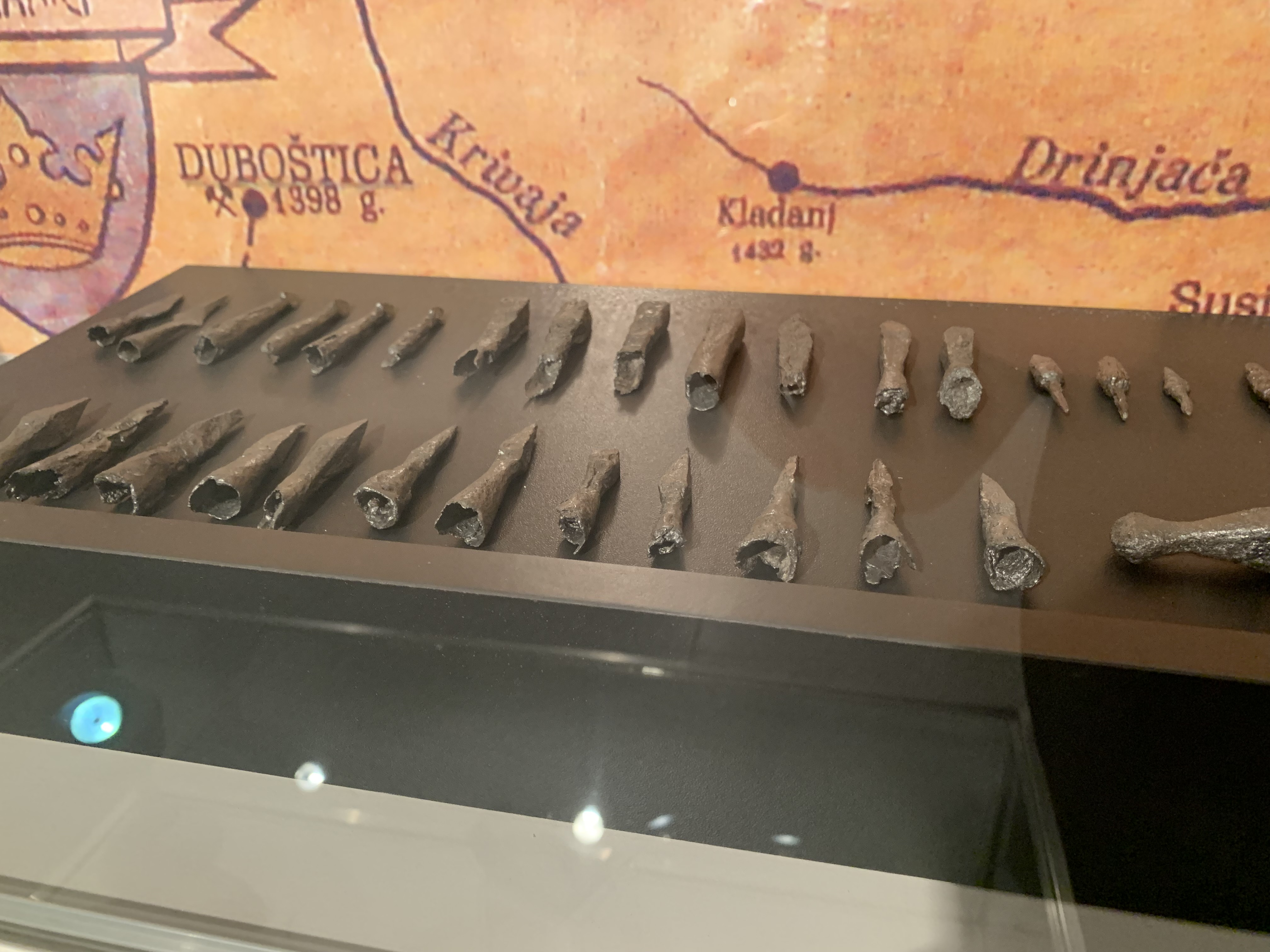
Puntas de flecha y proyectiles de ballesta de la fortaleza de Doboj (Museo Regional de Doboj).

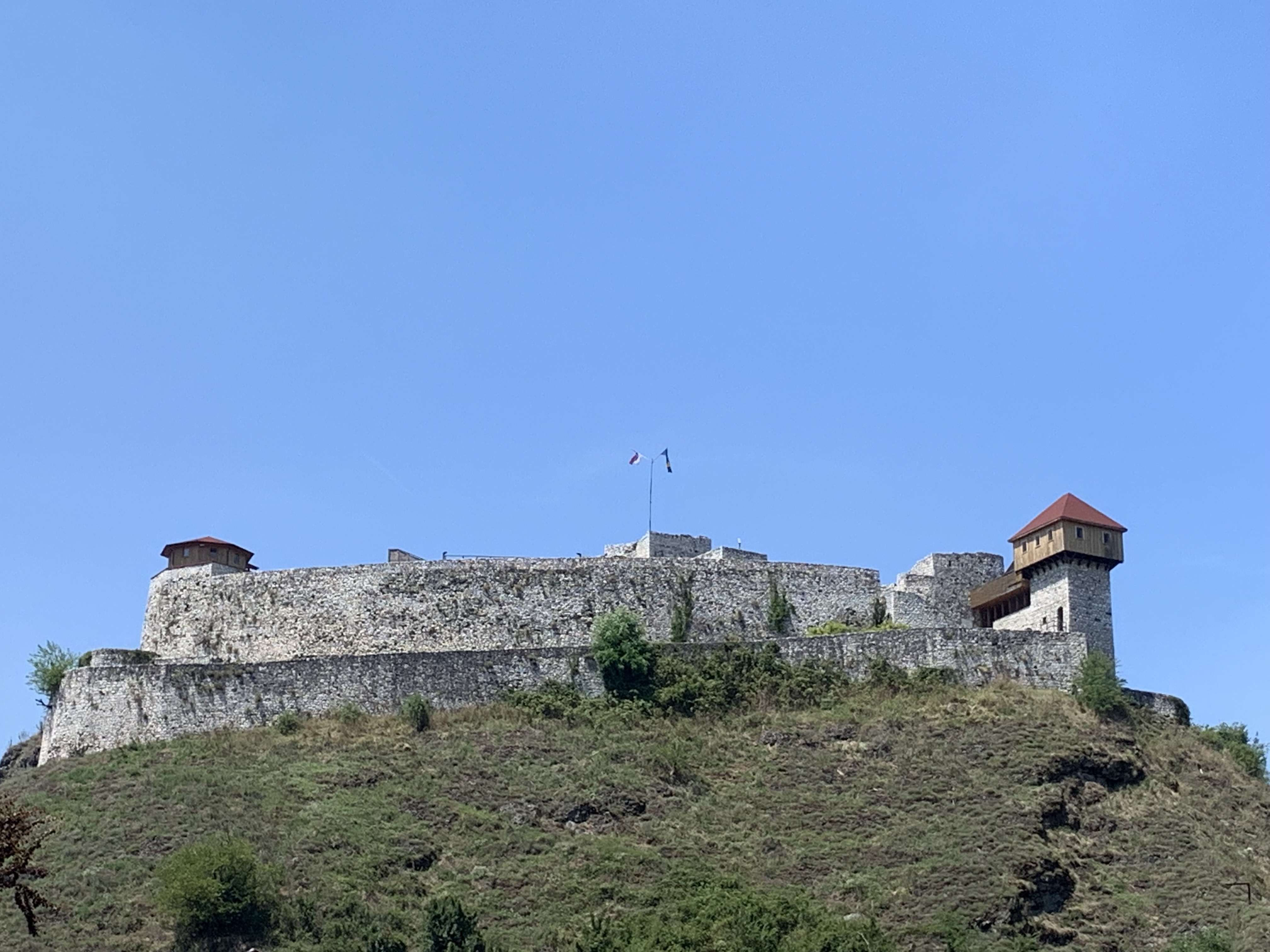
Fortaleza Doboj - vista al centro.

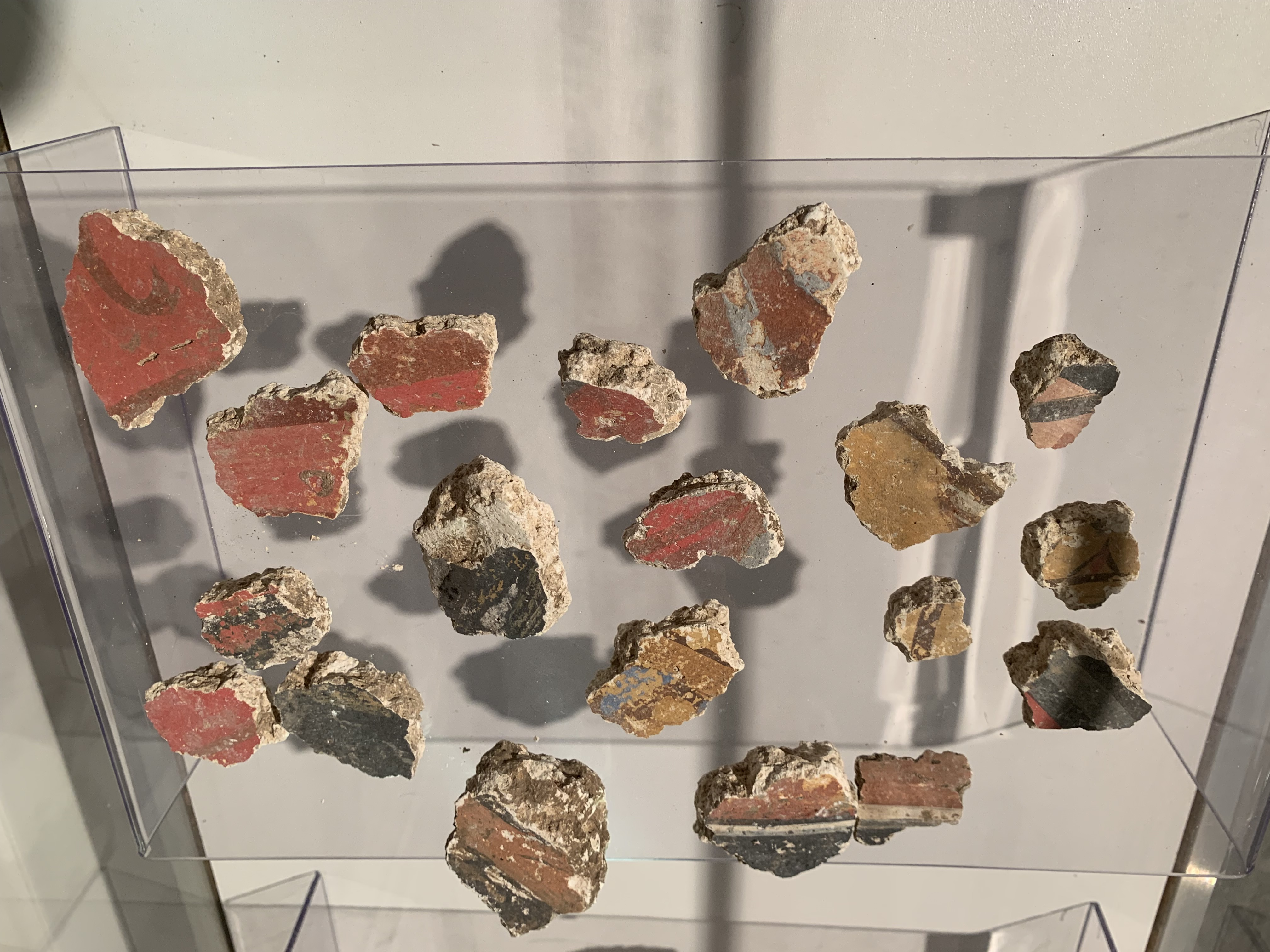
Cerámica y alfarería extraídas del edificio económico en 2017.

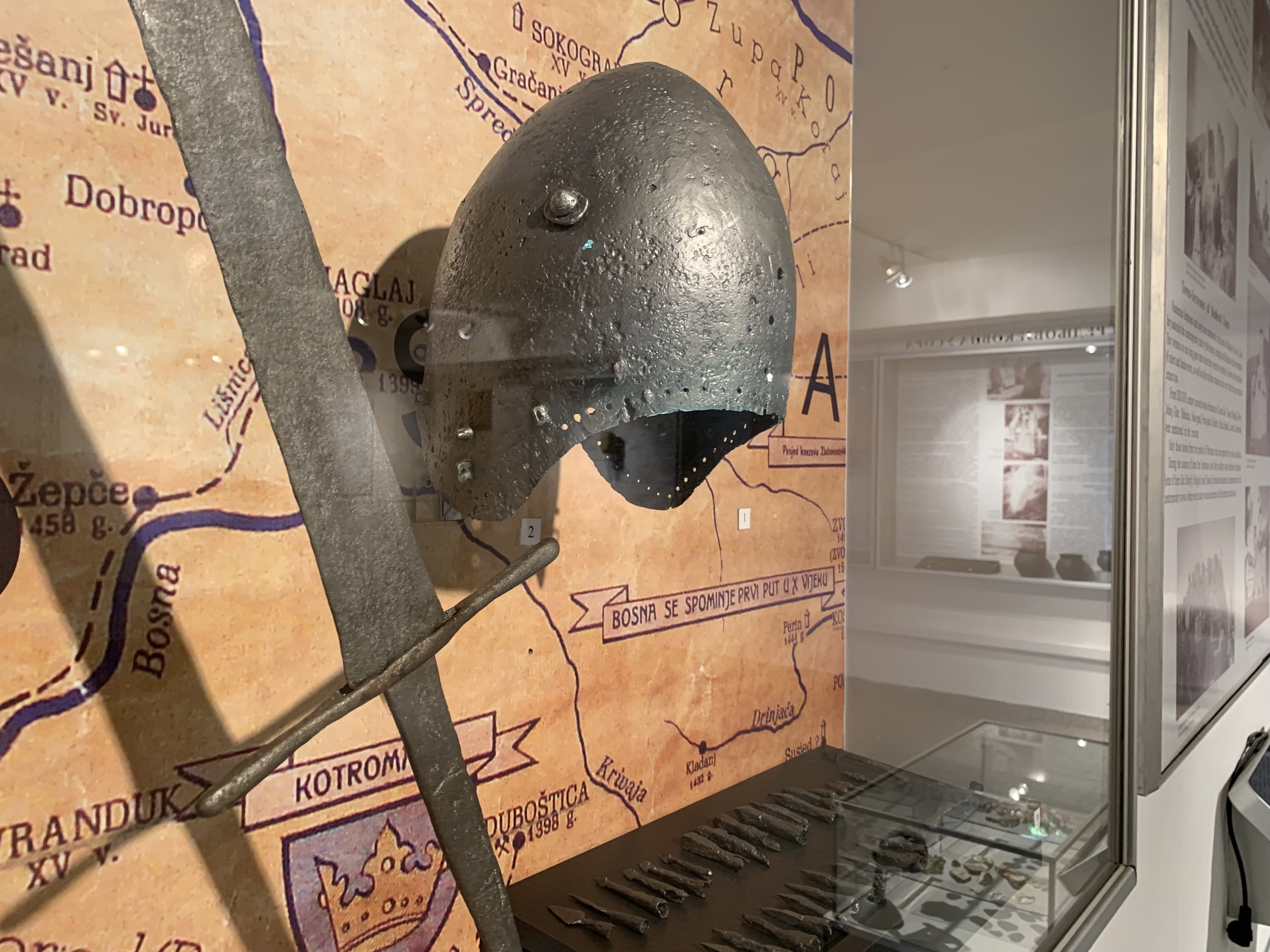
Casco bacinete y espada expuestos en el Museo Regional de Doboj: armas utilizadas durante la Batalla de Doboj en 1415.

## Historia

### Construcción
Una de las defensas más importantes del banato/ducado medieval de Usora, esta gran estructura de piedra se construyó a principios del siglo XIII sobre una estructura anterior de arcilla y madera del siglo X o xi. En su primera etapa, desde principios del siglo XIII hasta aproximadamente principios del siglo XV (1415), la fortaleza se construyó en estilo románico.

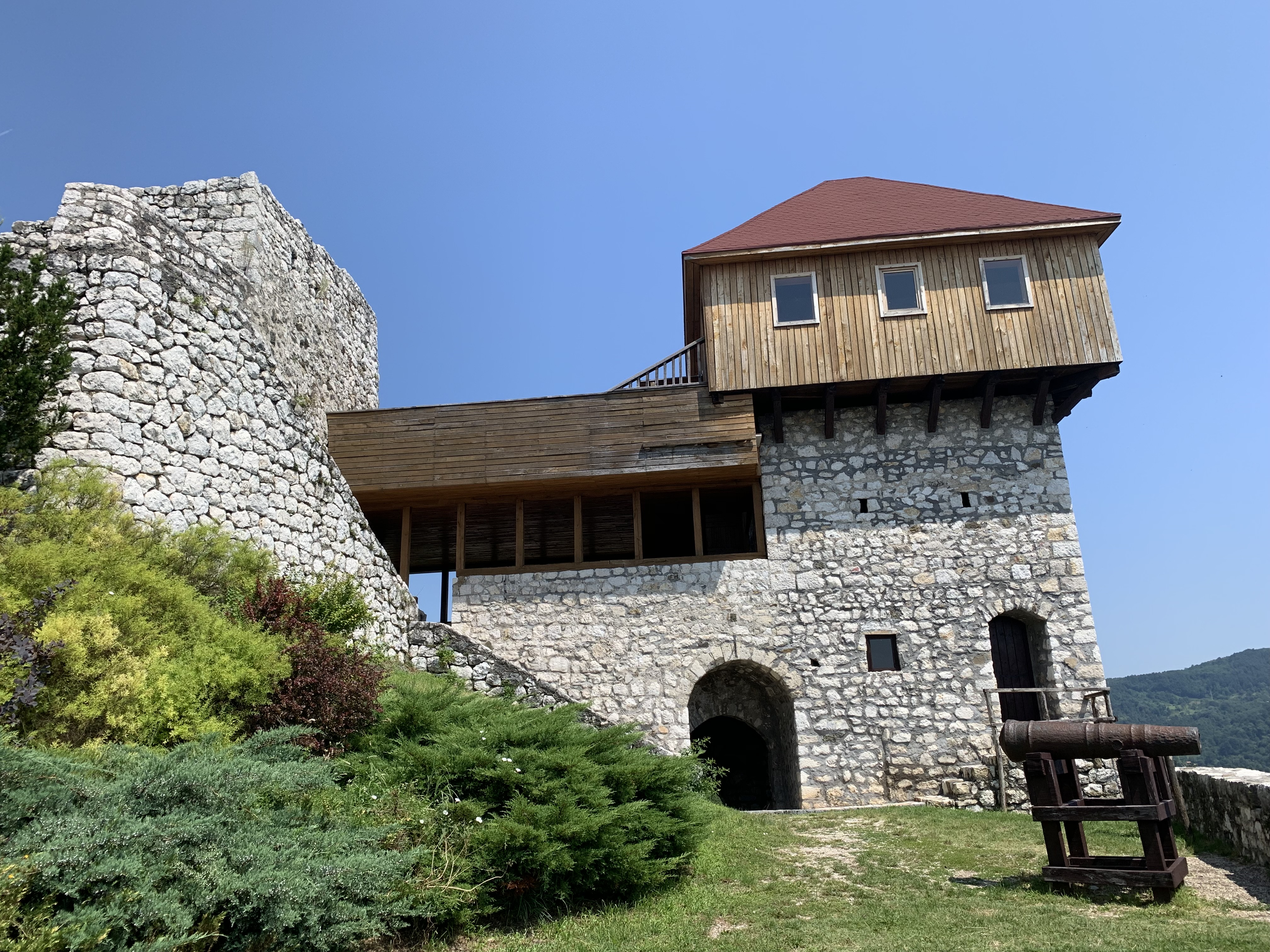
La torre de vigilancia y el fuerte inferior.

La fortaleza de Doboj se sometió a una importante reconstrucción en la primavera de 1415. Si bien aún conservaba algunos de sus elementos románicos originales, la fortaleza ahora mostraba una estructura gótica y tenía su gran torre del homenaje reforzada con gruesos muros, de hasta 3 pies o aproximadamente 1 metro de espesor en el muro oriental. La torre norte recibió la adición de un bastión/meseta con seis cañones. La torre del capitán se convirtió en una característica aún más dominante, una torre del homenaje de 5 pisos de altura. Su base perfectamente cuadrada y su considerable altura no eran típicas de los castillos de Usora de la época. Además, se construyeron muros exteriores adicionales alrededor del núcleo triangular original y también se reforzaron tres grandes torres (Puerta Norte, Puerta Este y Puerta Sur). Estas torres protegían estratégicamente los flancos de la fortaleza, convirtiendo así cualquier idea de un ataque en un intento suicida. Los muros de la torre sur, en particular, se redondearon para desviar las balas de cañón (hacia 1370-1380). Los capitanes locales de la época utilizaban cañones, bombardas y balistas fabricados en Dubrovnik como principal armamento defensivo de la fortaleza. Desde principios del siglo XIV, un pequeño contingente permaneció permanentemente en la fortaleza, armado con espadas, lanzas, alabardas, arcos, ballestas y, posteriormente, pistolas. Gran parte del armamento era de fabricación local, pero se importaba equipo de mayor calidad de Alemania, Venecia y Dubrovnik. Esta última era conocida entonces como la República de Ragusa, y sus comerciantes viajaban y comerciaban regularmente por la Usora medieval y Bosnia. Los ingenieros ragusanos también construyeron la cisterna de agua en el fuerte superior de Doboj.
La fortaleza servía como punto focal para proteger la entrada a Bosnia propiamente dicha, con vistas al valle de Doboj, donde las llanuras de Posavina se transforman gradualmente en colinas y montañas de Bosnia central. Su posición estratégica controlaba las carreteras que conducían al norte hacia Croacia, al este a lo largo del río Spreca hacia la región de Soli y el valle del Drina hacia Serbia, y al sur a lo largo del río Usora hacia Bosnia continental. La fortaleza cambió de manos con frecuencia durante las guerras entre Bosnia y Hungría desde el siglo XIII hasta principios del xv. La población de la ciudad vivía en casas a lo largo de varias calles principales, agrupadas alrededor de la plaza central pavimentada, construida al estilo mediterráneo, y el tamaño de este antiguo asentamiento no creció significativamente entre principios del siglo XIII y mediados del xix. A la primera señal de un ataque inminente, la población abandonaba el asentamiento de Doboj y buscaba refugio en la fortaleza. Toda la región de Usora era rica en recursos naturales y, debido a su ubicación accesible, se encontraba constantemente amenazada por su vecino del norte, Hungría. Batallas particularmente notables en Usora, incluida la de Doboj, ocurrieron en 1363, 1394, 1398, 1405, 1406, 1407, 1408, 1412 y 1415.

### Papel en la batalla de Doboj
A principios de agosto de 1415, la nobleza bosnia, con sus ejércitos bajo el mando del gran duque bosnio Hrvoje Vukčić Hrvatinić, en coalición con los turcos otomanos bajo el mando de Ishak Bey, luchó contra los húngaros en la batalla de Doboj. Durante esta campaña, los húngaros, bajo el mando de Juan Garai y Juan Maróti, establecieron su campamento principal en el campo justo debajo de la fortaleza de Doboj. Allí acamparon y esperaron pacientemente desde principios de junio de 1415 hasta que la mayor parte del ejército finalmente se reunió, llegando desde Hungría y Eslavonia, e incluso desde lugares tan lejanos como Alemania, Bohemia, Lituania y [[Corona del Reino de Polonia|Polonia. Algunas de las unidades y armamento fueron transportadas al campamento húngaro principal a través de barcos, desde el río Sava hasta el río Bosna, que en ese momento fluía directamente bajo la fortaleza ("...qualiter die XVI husus Johannes de Ghara cum multus gentibus scuritatis vestie appulerat in Uxora subtus castrum Dobuy qui ut fertur venit versus Bosnam", carta del Concilio de Ragusa enviada al emperador Segismundo, fechada el 28 de junio de 1415). La batalla real tuvo lugar alrededor del 10 de agosto de 1415 principalmente en el área de Makljenovac, a unos 5 kilómetros al sur. Los combates más duros ocurrieron en la meseta central del pueblo de Sevarlije, justo al otro lado del río Bosna desde Makljenovac.
Aproximadamente quince mil húngaros, distribuidos en tres banderías, se enfrentaron a la nobleza bosnia unida, que condujo al campo de batalla con diez mil caballeros y hombres de armas. Para consternación húngara y contra sus expectativas, los principales señores bosnios —Hrvoje Vukčić, Sandalj Hranić, Pavle Radenović y Vuk Zlatonosović, del Banato de Usora— estaban presentes con sus contingentes. Entre ellos, contaban con varios miles de caballería pesada, algunas unidades de caballería ligera y la mayoría eran hombres de armas. Además, había un gran contingente, de cerca de quince mil turcos otomanos al mando de Ishak Bey, que acudió a luchar del lado bosnio, justo a tiempo desde Zenica y el valle de Lašva. Los otomanos, que avanzaban hacia el sureste europeo, ya representaban una amenaza real para el sureste europeo desde la caída del Imperio serbio en 1371. Se inmiscuían activamente en los asuntos bosnios medievales desde principios del siglo XV. Sin embargo, como era típico de la voluble política de la Alta Edad Media, los bosnios aceptaron con gusto la ayuda otomana en esta ocasión para contraatacar a los húngaros, que libraban incesantes guerras y cruzadas contra ellos durante la mayor parte de los dos últimos siglos. Tras un cuidadoso posicionamiento en el campo de batalla, la pesada carga de caballería dio inicio a la batalla, y posteriormente se desarrollaron pequeños focos de combate cuerpo a cuerpo en las suaves laderas de la zona, entre los ríos Bosna y Usora. Casualmente, los húngaros sufrieron una dura derrota en esta batalla, con la mayor parte de la alta nobleza húngara actual capturada y rescatada posteriormente, y no emprenderían ninguna ofensiva importante contra los otomanos ni contra el reino bosnio hasta la segunda batalla de Kosovo en 1448.

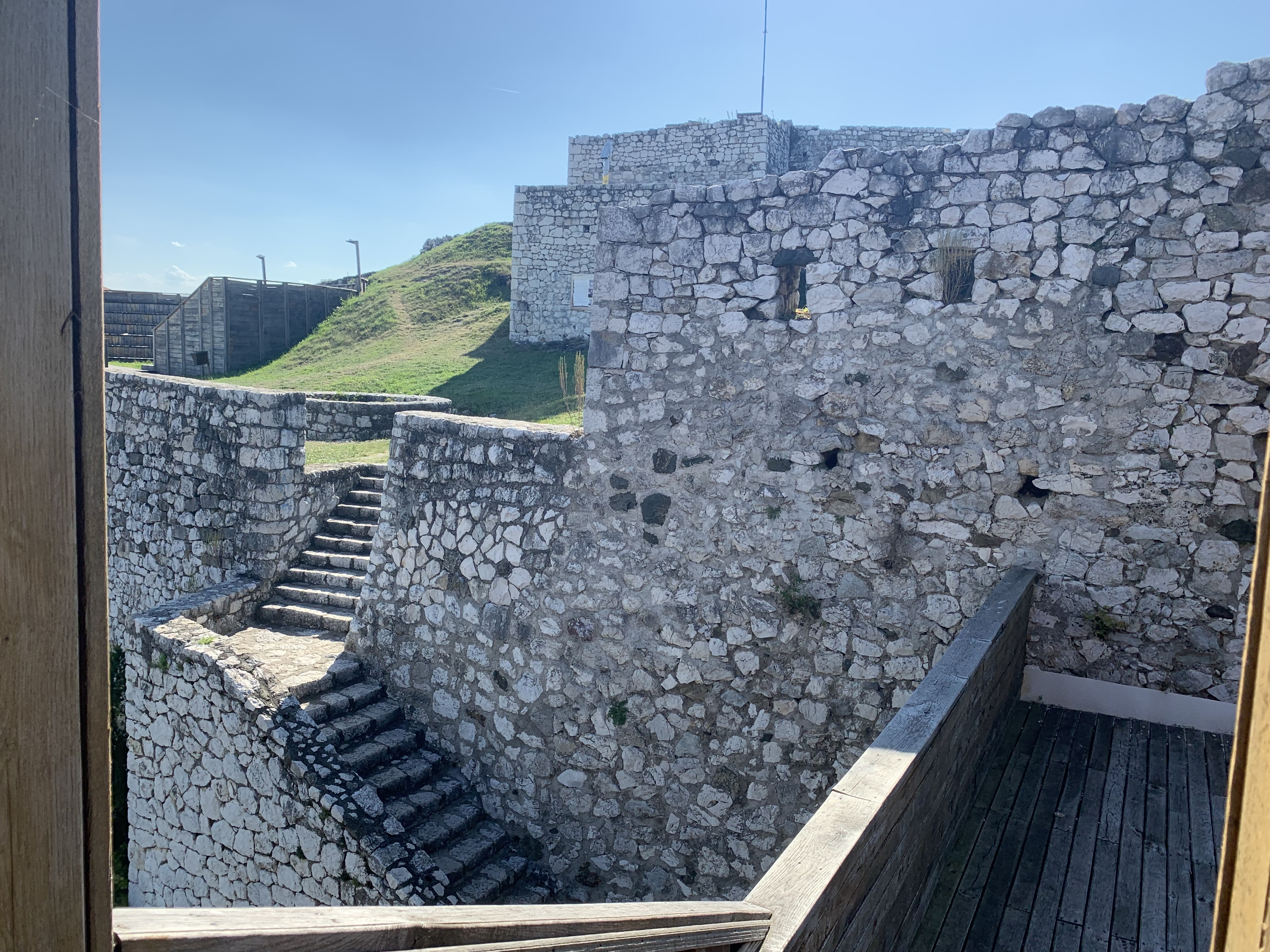
Puerta oriental y entrada al fuerte superior.

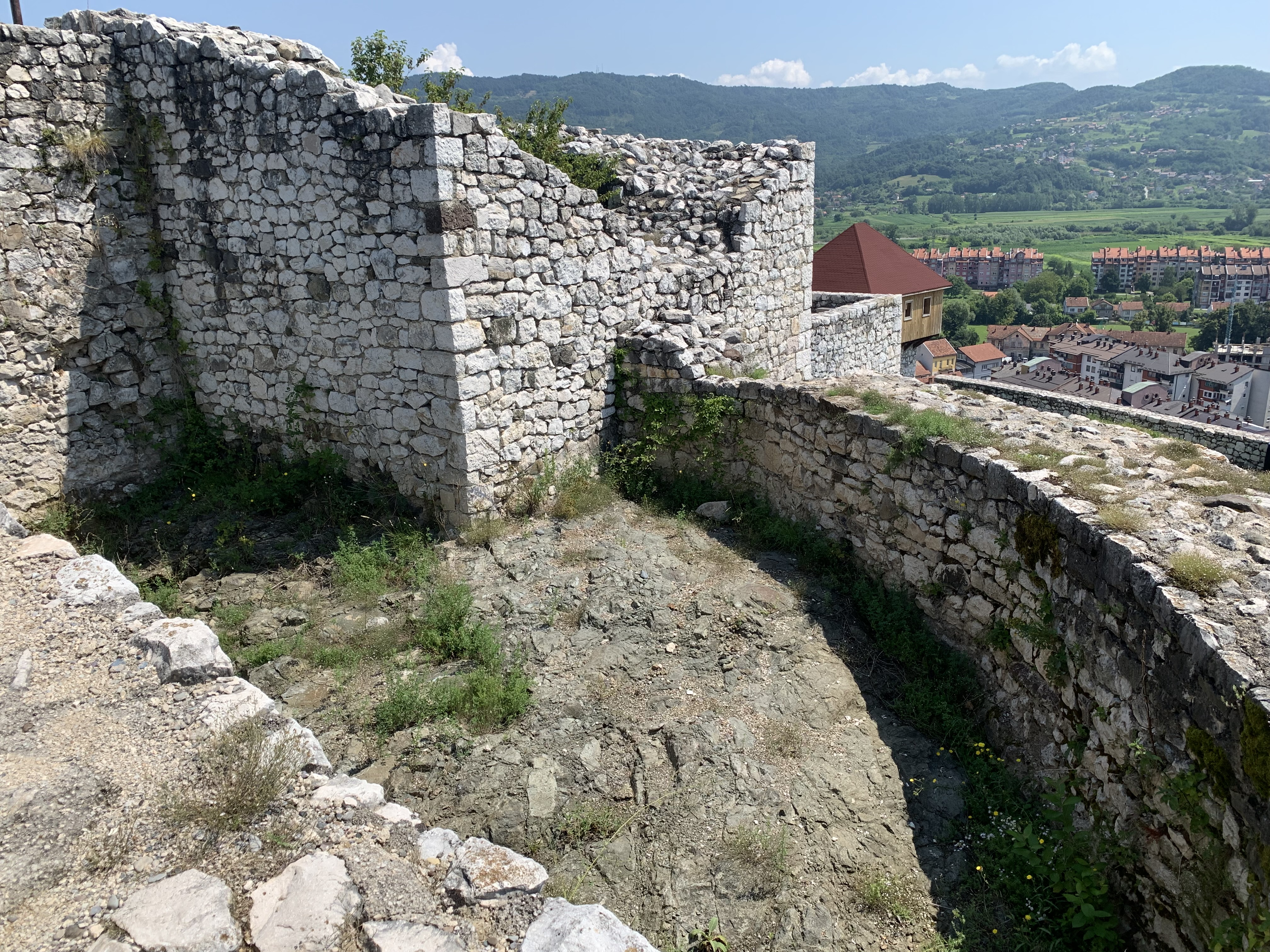
Restos del edificio económico al frente y el torreón al fondo.

Los turcos conquistaron la ciudad de Doboj y su fortaleza en 1476. En las décadas siguientes, la fortaleza fue completamente reconstruida y remodelada añadiendo la segunda muralla exterior y estructuras adicionales. A principios del verano de 1490 se realizaron obras de gran envergadura, en las que se emplearon unos mil quinientos hombres bajo las órdenes del maestro de obras Ibrahim. La reconstrucción duró cincuenta días. Esto era necesario desde un punto de vista estratégico, ya que las fronteras más septentrionales del Imperio otomano en aquel momento se encontraban en la línea Jajce-Doboj-Srebrenik. Parece que la fortaleza fue brevemente recuperada por fuerzas húngaras y bosnias leales al efímero Banato de Jajce (1463-1528), respaldado por Hungría. Sin embargo, como consta oficialmente, desde 1503 el casco antiguo de Doboj y su cercana fortaleza estuvieron bajo control otomano hasta 1878. En la guerra austro-turca de 1697, la fortaleza de Doboj fue saqueada e incendiada por el príncipe Eugenio de Saboya y sus ejércitos austriacos en su marcha hacia Sarajevo. La fortaleza fue conquistada e incendiada de nuevo por los austriacos en el verano de 1717. En 1740, los turcos añadieron una cámara de tortura al interior de la fortaleza, pero su guarnición en aquel momento constaba de tan solo más de cuarenta soldados. La fortaleza de Doboj fue perdiendo gradualmente su importancia militar a finales del siglo XVIII, a medida que las fronteras turcas se desplazaban drásticamente en las guerras austro-turcas y, posteriormente, en las guerras napoleónicas en los Balcanes y otros lugares.

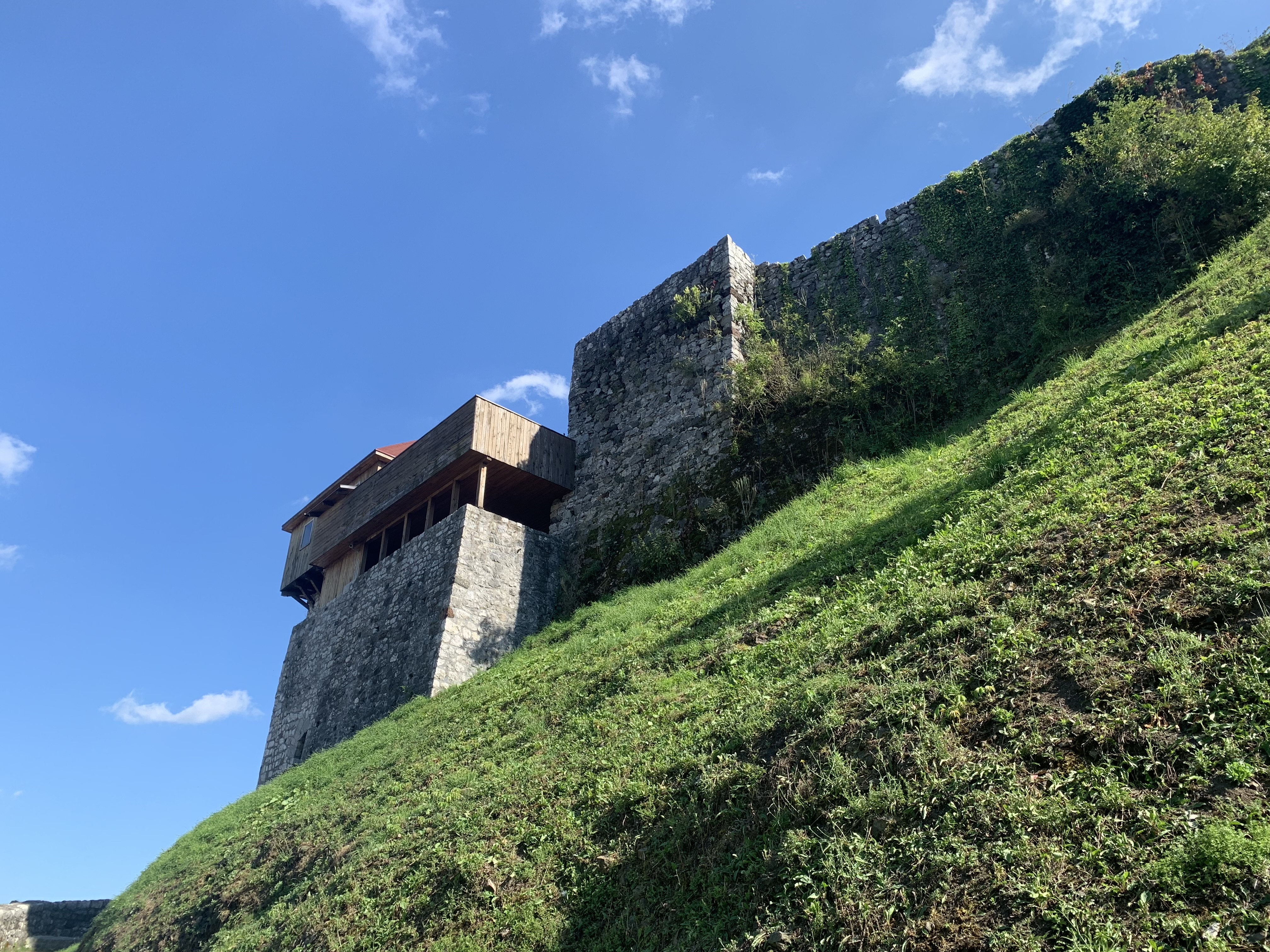
Puerta oriental y torre de vigilancia.

### Captura por los austrohúngaros y su papel en las guerras mundiales
En 1878, el ejército austrohúngaro capturó la fortaleza tras una encarnizada y prolongada batalla contra la población local, mayoritariamente musulmana bosnia (hoy bosnios). El ejército sufrió pérdidas de casi mil soldados en la batalla de Doboj a finales del verano de 1878, camino a Sarajevo, mientras intentaba consolidar su posición en el norte de Bosnia.

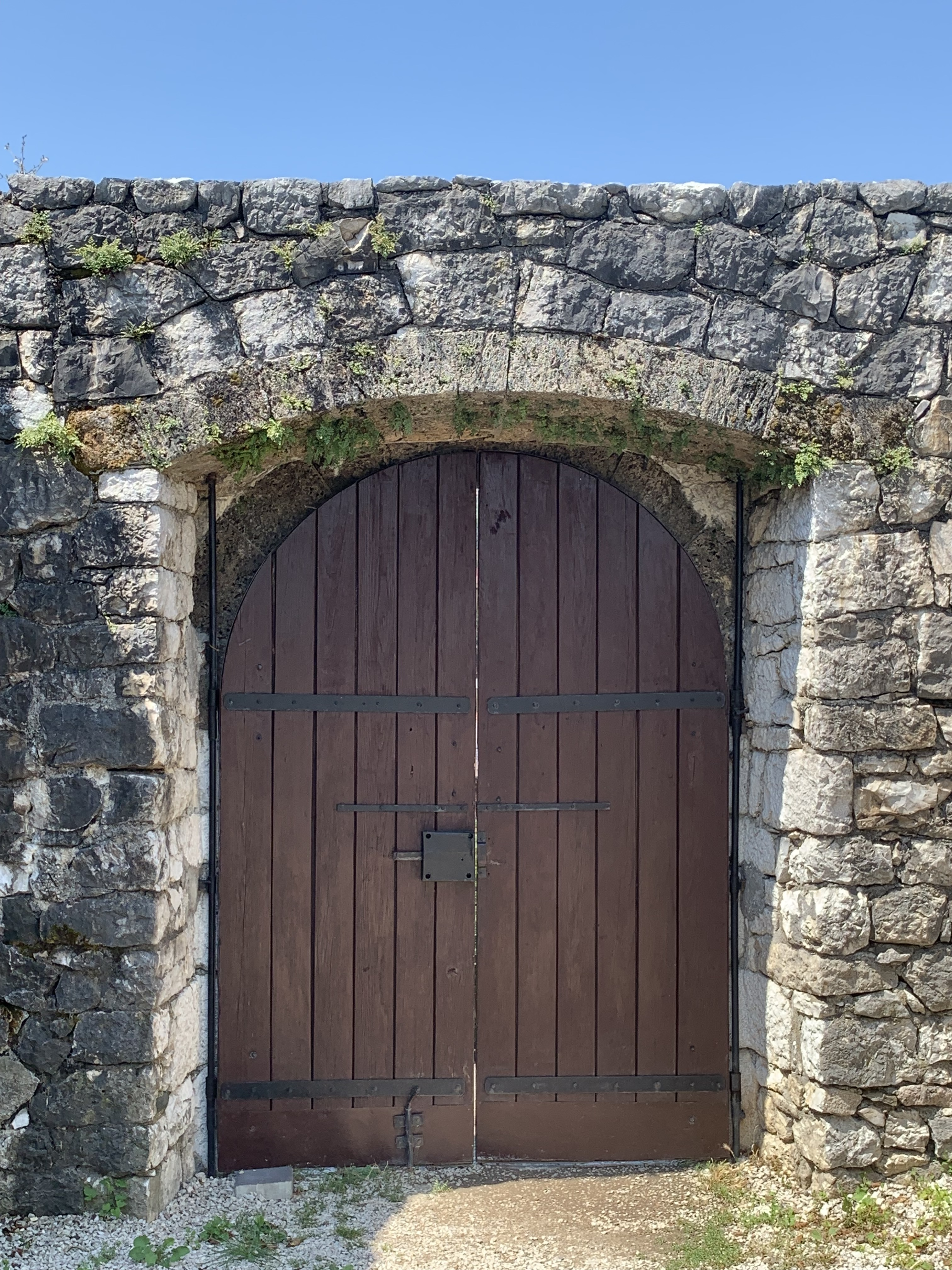
La puerta principal.

Aunque estratégicamente obsoleta, cabe destacar que la fortaleza permaneció en uso por las fuerzas de las Potencias Centrales durante la Primera Guerra Mundial y albergó una importante unidad de la Ustacha croata y la Wehrmacht alemana durante la Segunda Guerra Mundial. Esta unidad permaneció firmemente atrincherada en la fortaleza durante toda la guerra. Miembros de las fuerzas alemanas construyeron búnkeres improvisados adicionales rodeados de alambre de púas a principios del verano de 1941, y debido a su ubicación y potencia de fuego, los aldeanos serbios no pudieron tomar este objetivo durante su levantamiento del 23 de agosto de 1941, mientras que lograron capturar todos los demás objetivos e instalaciones en toda la ciudad y destruir por completo las unidades alemanas/ustachas que aún se encontraban atrincheradas en Doboj y sus alrededores. Varios miles de rebeldes serbios, ya bajo una fuerte opresión de la Ustacha croata desde el 10 de abril y el establecimiento del Estado Independiente de Croacia, lograron mantener el control de la ciudad durante 48 horas antes de verse obligados a retroceder a través del río Bosna cuando las unidades blindadas alemanas entraron en Doboj desde la zona de Derventa/Brod y Tuzla. Al retirarse por las calles de Doboj, estuvieron bajo constante y pesado fuego de la fortaleza y sufrieron múltiples bajas.
En la tarde del 9 de septiembre de 1944, en acción coordinada, la 14.ª Brigada Partisana de Bosnia Central y la 21.ª Brigada Partisana de Eslavonia atacaron Doboj y tomaron la mayor parte de la ciudad a la mañana siguiente. Sin embargo, una vez más no pudieron tomar la fortaleza de Doboj, ya que las fuertes unidades de la Wehrmacht y el batallón antiblindado SS-Prinz Eugen (7.ª División de Montaña SS Prinz Eugen) la defendieron ferozmente. Los últimos disparos se dispararon desde la fortaleza en la madrugada del 17 de abril de 1945, cuando elementos de la 53.ª División Partisana Yugoslava y la 14.ª Brigada Partisana de Bosnia Central irrumpieron en la ciudad desde las líneas de defensa sur y este.

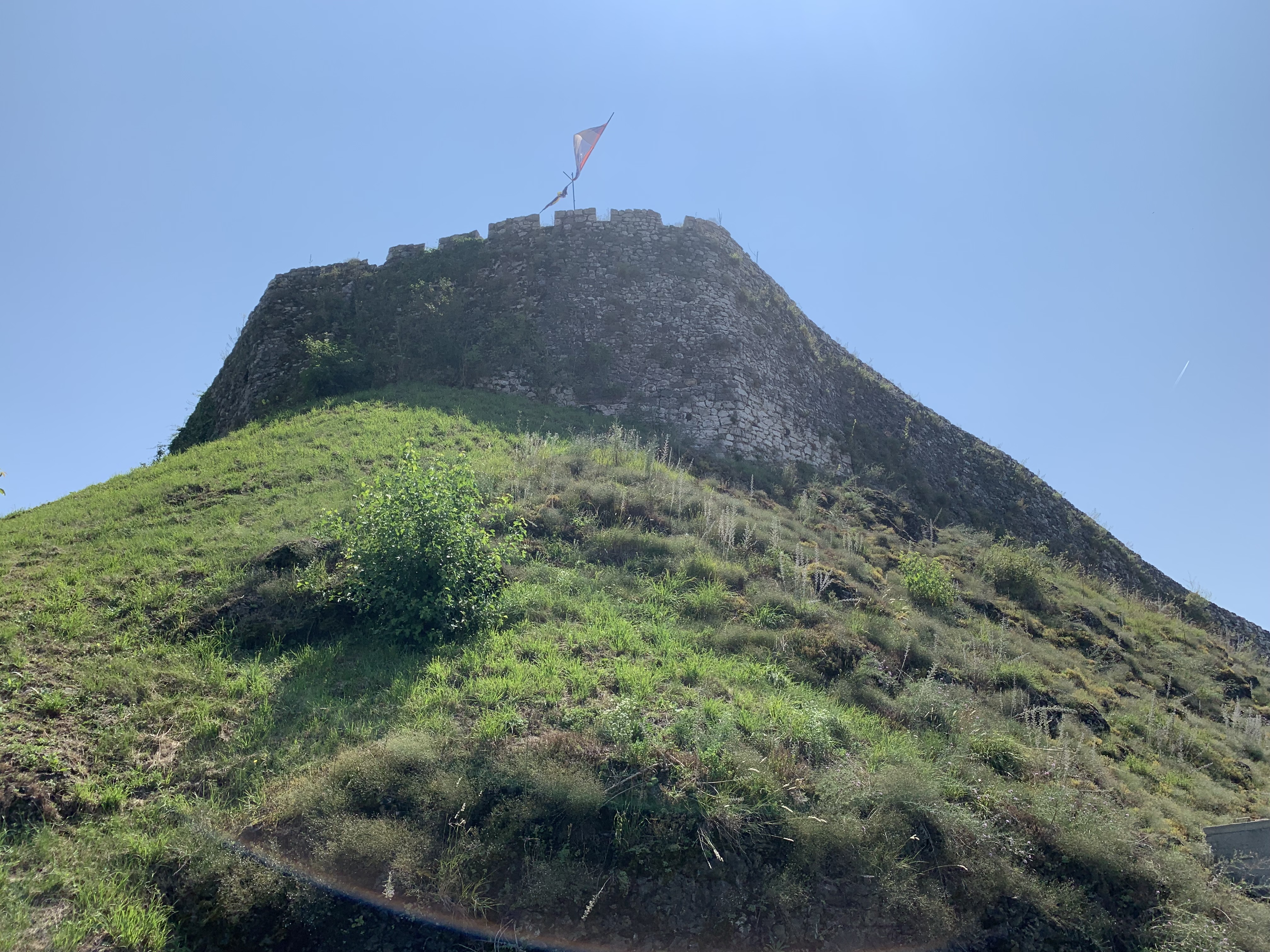
Torre norte con bastión que sostiene seis cañones.

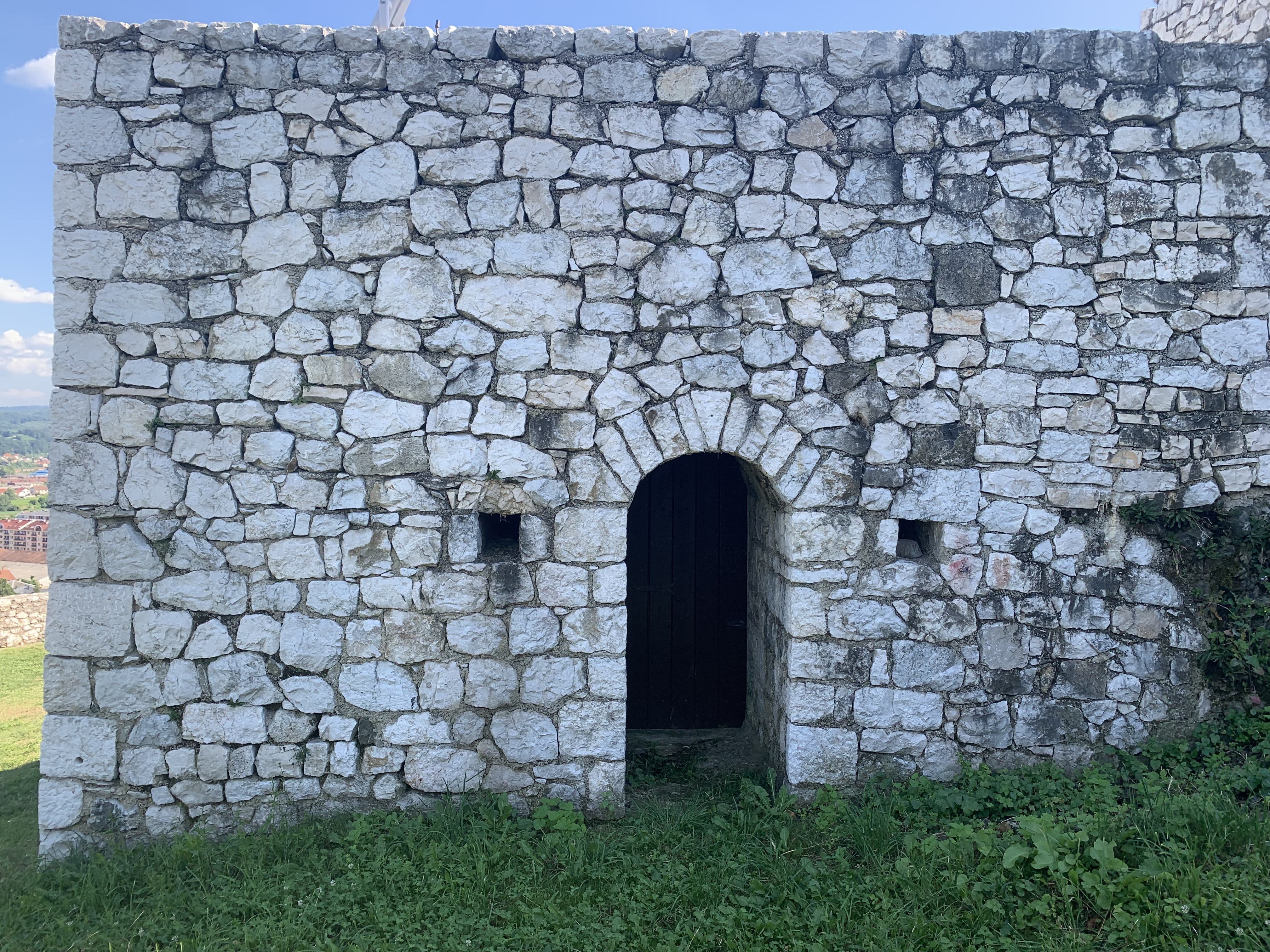
La armería.

### Actualidad
A pesar de algunos daños sufridos por los bombardeos durante la Guerra de Bosnia, la fortaleza se encuentra en muy buen estado de conservación. Se realizaron varios intentos de conservación e investigación de los terrenos del castillo, el mayor de ellos en 1962. Lamentablemente, el interior sufrió breves vandalismos a principios de la década de 2010, pero los terrenos fueron renovados poco después. Más recientemente, entre 2016 y 2017, se llevaron a cabo nuevas obras de conservación parcial de la fortaleza, junto con nuevas excavaciones arqueológicas que revelaron puntas de flecha y proyectiles de ballesta medievales, piezas de arcilla, vidrio y cerámica decorativa, así como elementos de metalistería, tanto rudimentaria como fina. Las capas inferiores de las tres torres que flanquean la fortaleza, en particular, siguen sin haberse investigado adecuadamente, con mucho más potencial para futuras excavaciones y un análisis detallado y a largo plazo de esta estructura histórica. La fortaleza de Doboj es uno de los monumentos nacionales histórico-culturales más importantes de Bosnia y Herzegovina.

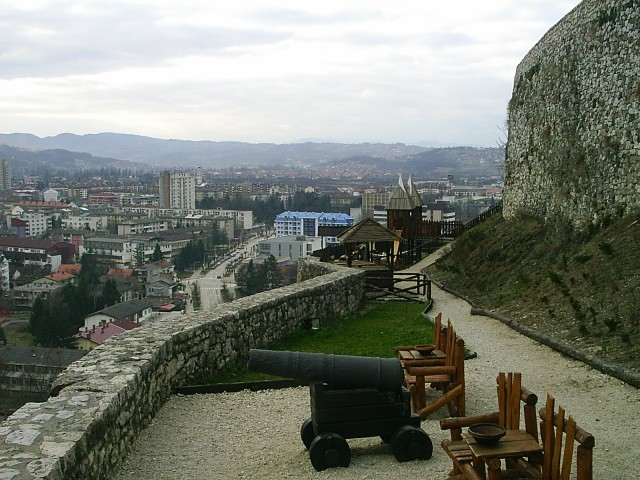
Vista de las murallas y las instalaciones turísticas, en los años 2000.
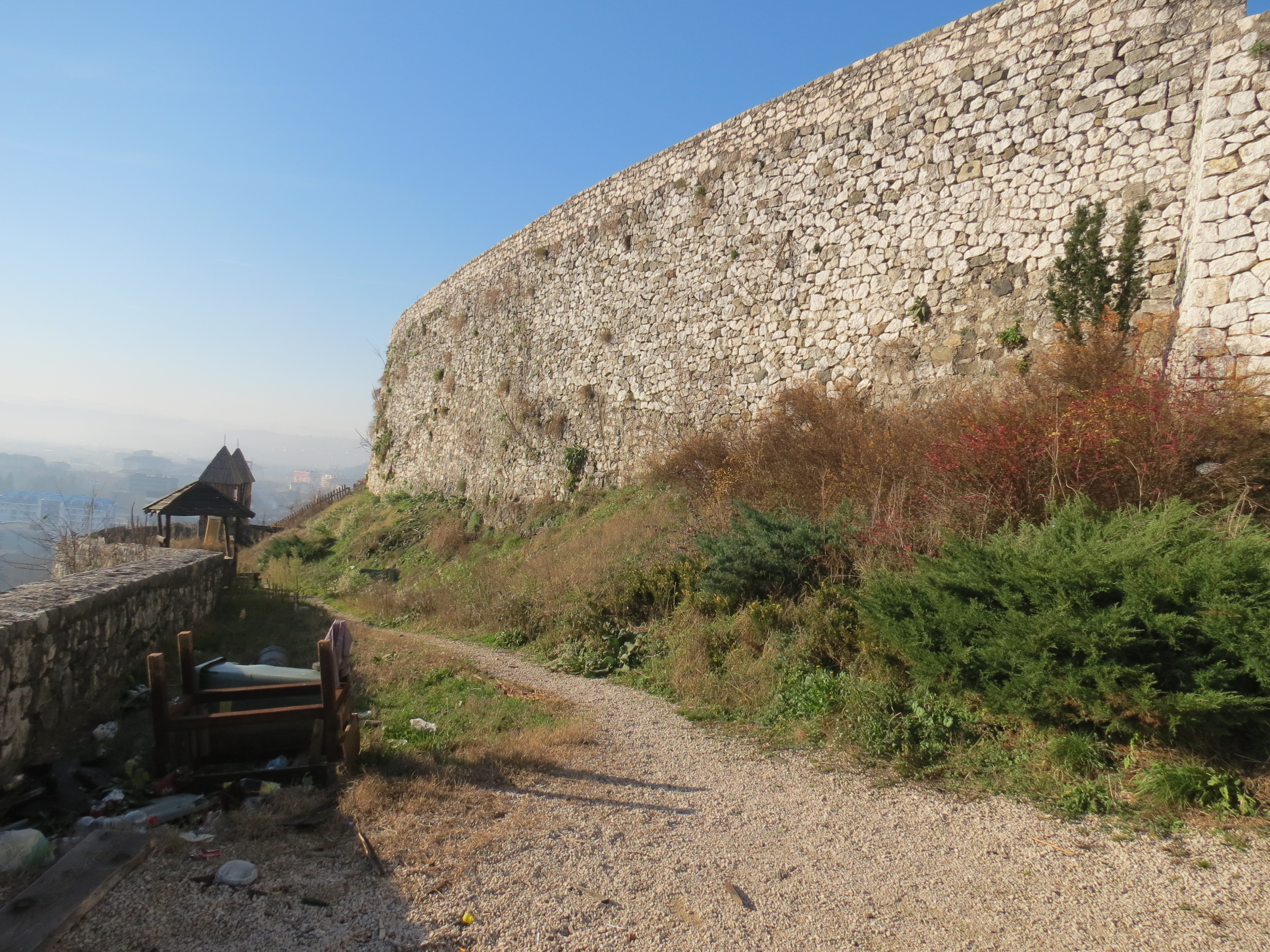
La misma vista, en 2014.
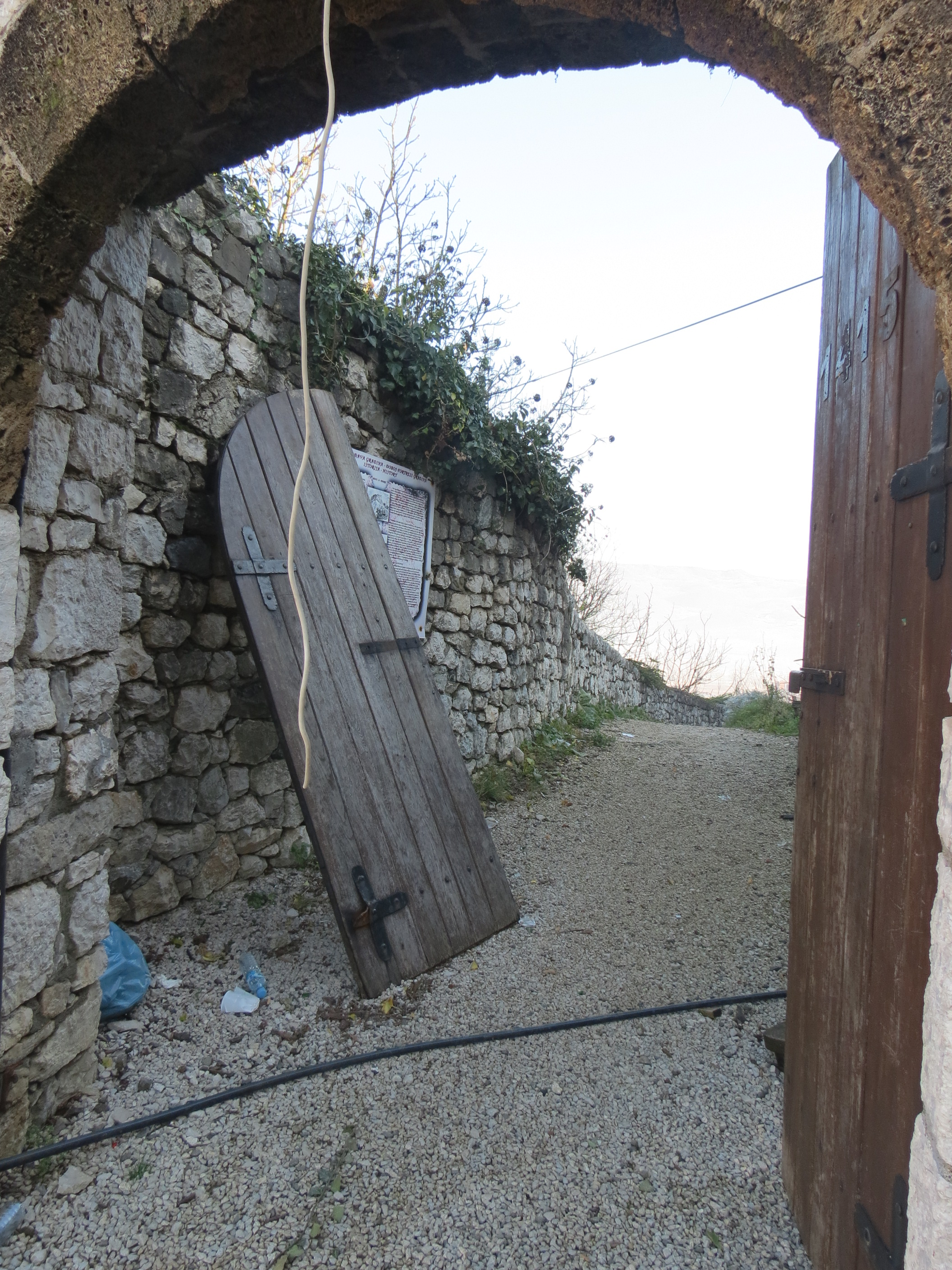
Entrada abandonada.
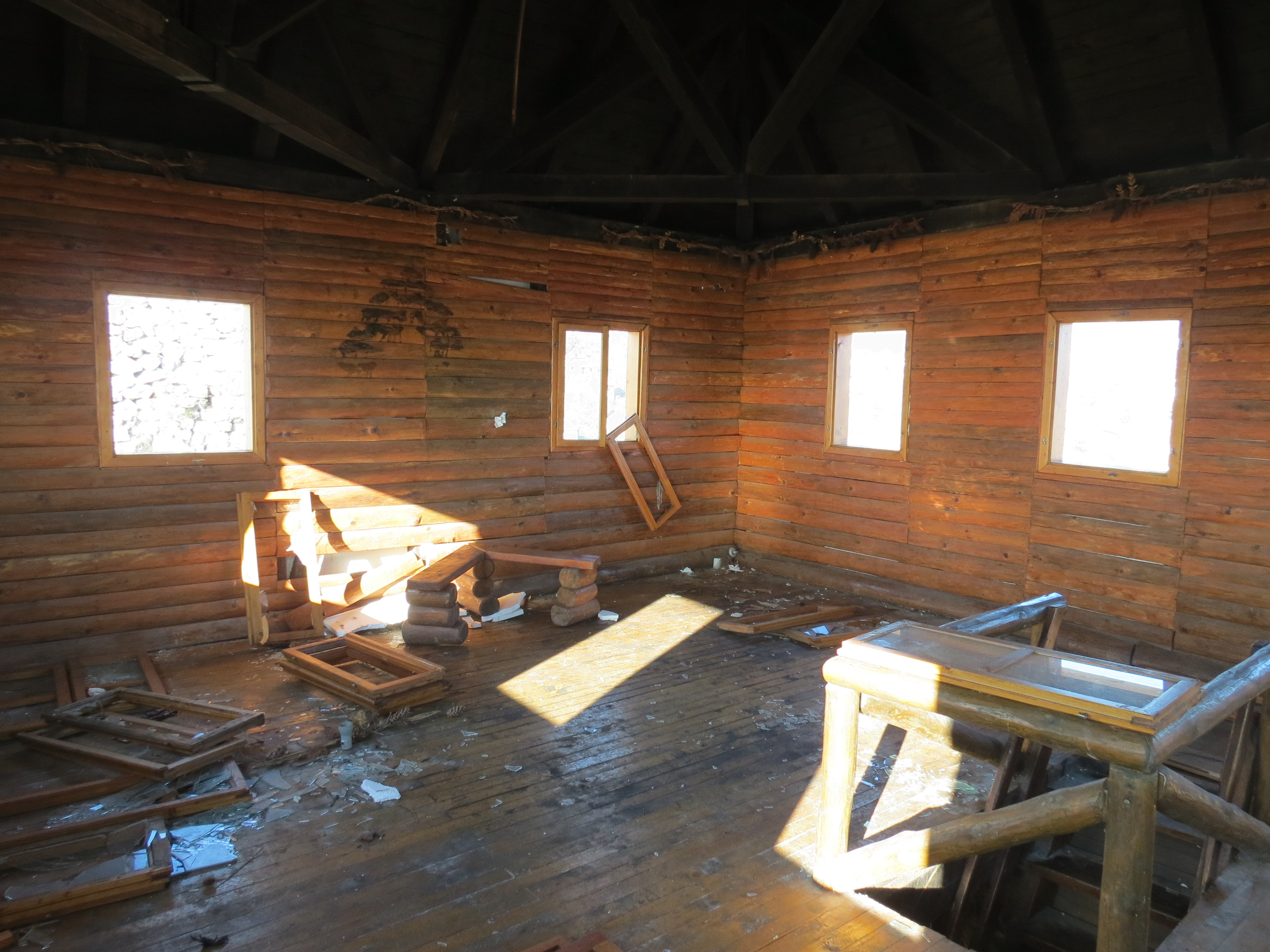
Interior vandalizado.
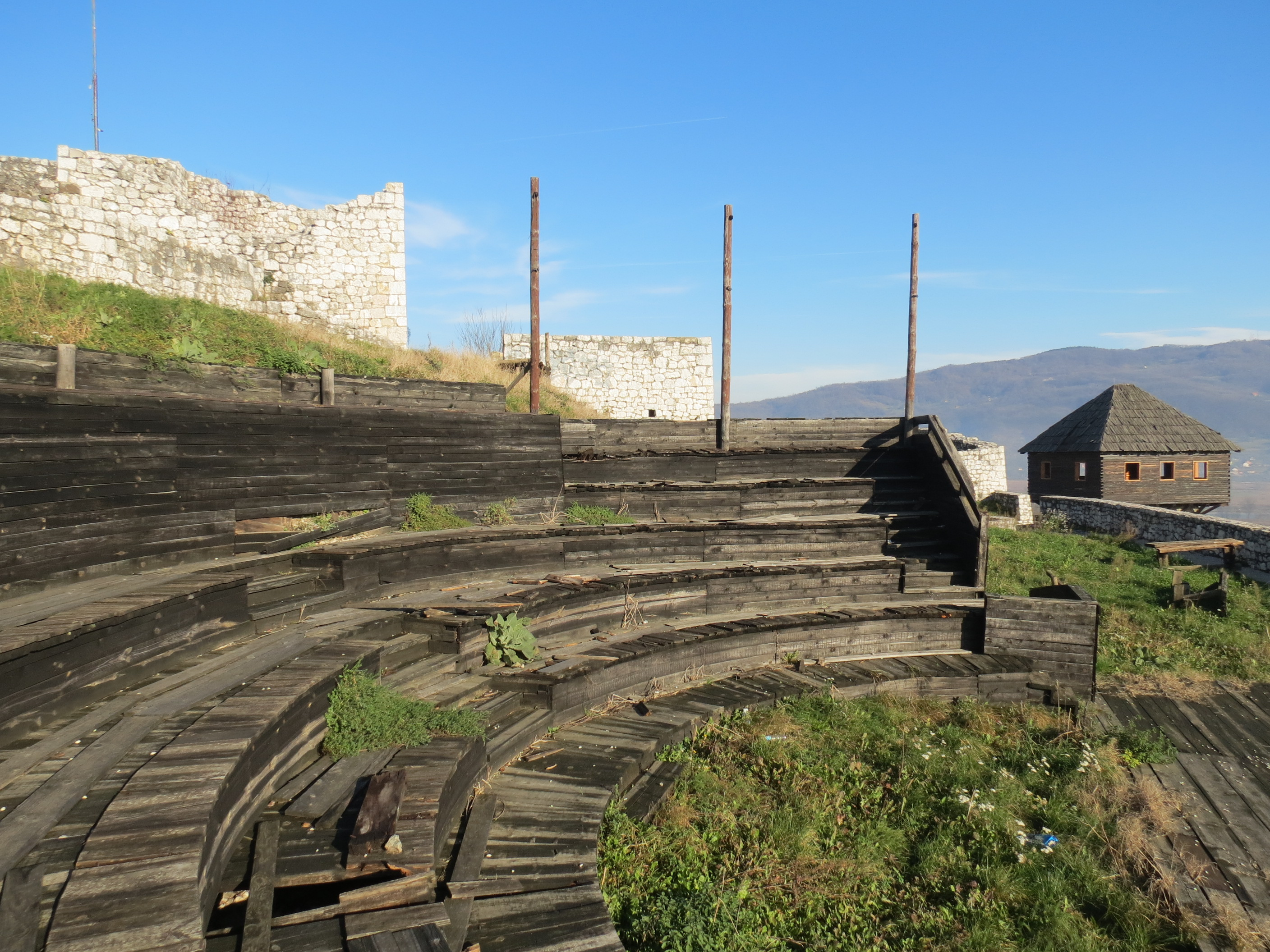
Anfiteatro abandonado.